# Bibliothèque et centre national Churchill
La Bibliothèque et centre national Churchill (National Churchill Library and Center - NCLC ) est une bibliothèque publique et un musée faisant partie de l'université George Washington, à Washington, D.C, consacrés à la vie de l'ancien premier ministre britannique Winston Churchill. Il est situé au même niveau que la bibliothèque Gelman (en) , principale bibliothèque de cette université.
Fruit d'une collaboration entre l'université George Washington et l'International Churchill Society, le NCLC a officiellement ouvert ses portes le 29 octobre 2016 . L'idée de la fondation aux États-Unis d'une bibliothèque et d'un centre de recherche consacrés à Churchill a été conçue en 2012, par Laurence Geller et Steven Knapp, respectivement président de l'International Churchill Society,  et président de l'université George Washington constituant, de ce fait, le premier centre de recherche dans la capitale américaine voué à l'étude de Churchill.